# Estádio Nacional da Costa Rica (2011)
O Estádio Nacional da Costa Rica (em castelhano: Estadio Nacional de Costa Rica) é um estádio multiuso localizado no interior do Parque Metropolitano La Sabana em San José, capital da Costa Rica. Construído sobre o mesmo local onde encontrava-se o antigo Estádio Nacional da Costa Rica, demolido em 2008, foi inaugurado em 26 de março de 2011 e tornou-se desde então a casa onde a Seleção Costarriquenha de Futebol manda suas partidas amistosas e oficiais. Sua capacidade máxima é de 35 062 espectadores.

## Histórico
A primeiro jogo disputado no novo estádio foi uma partida amistosa realizada entre a Seleção Costarriquenha de Futebol e a Seleção Chinesa de Futebol, que terminou empatado em 2–2. O primeiro gol foi anotado por Álvaro Saborío aos 39 minutos do primeiro tempo.
Em seu gramado já ocorreu uma final de torneio organizado pela FIFA, quando foi disputada a Copa do Mundo de Futebol Feminino Sub-17 de 2014, ocasião em que a Seleção Japonesa de Futebol Feminino sagrou-se campeã mundial após vencer a Seleção Espanhola de Futebol Feminino na grande final pelo placar de 2–0.